# Zinaida Serebrjakova

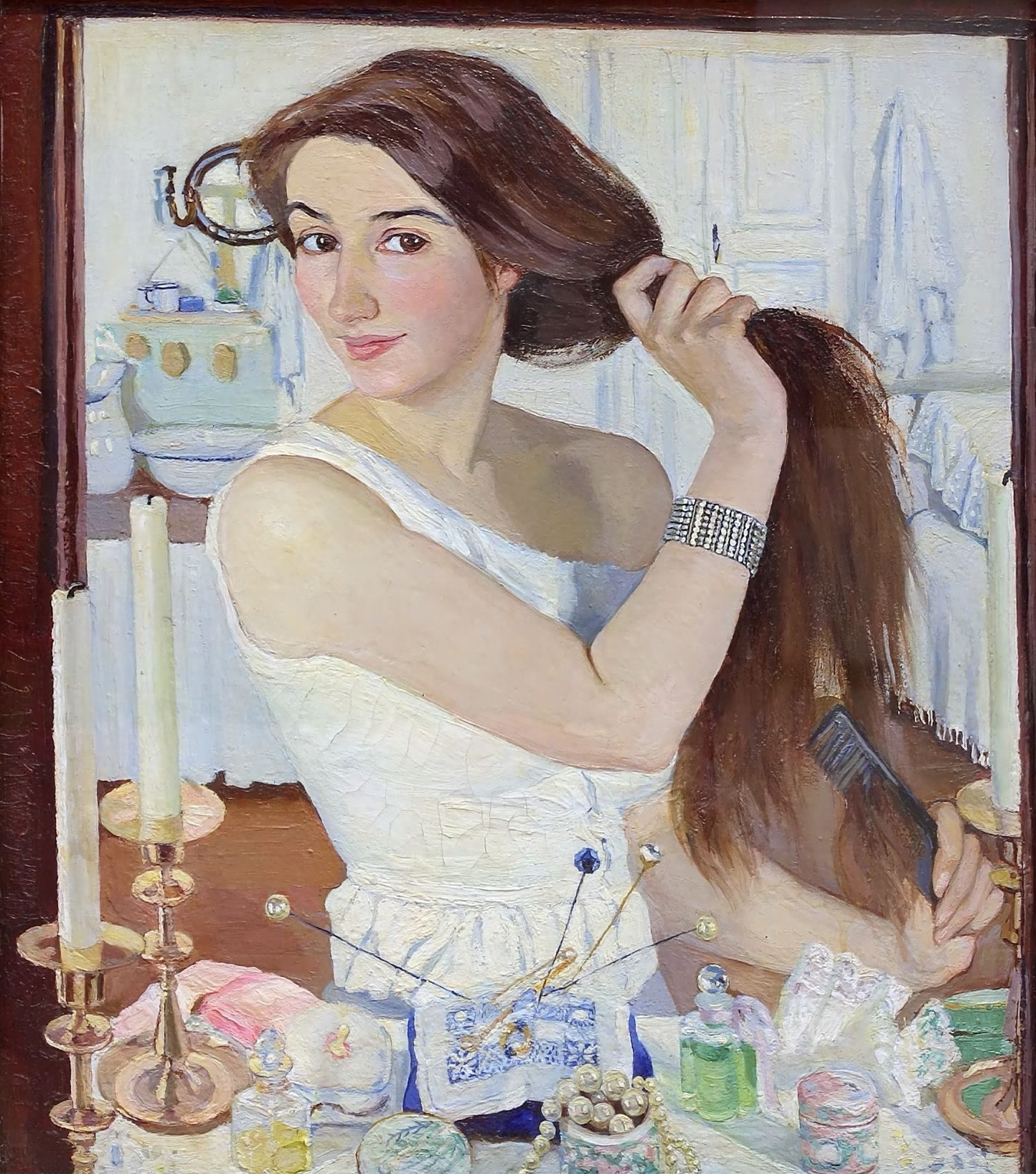
Aan de toilettafel, zelfportret, 1909

Zinaida Jevgenjevna Serebrjakova (Russisch: Зинаида Евгеньевна Серебрякова), geboren Lansere (Neskoetsjnoje, landgoed nabij Charkov, 10 december 1884 - Parijs, 19 september 1967) was een Russisch kunstschilderes. Haar werk werd beïnvloed door het impressionisme. Vanaf 1924 leefde ze in Parijs, als 'witte emigrant'.

## Leven en werk

#### Voor de revolutie, Russische periode
Lansere werd geboren in een vooraanstaande kunstenaarsfamilie uit de Russische intelligentsia. Haar grootvader van moederszijde, Nikolaj Benois, was een vooraanstaand architect, haar oom Alexandre Benois was een van de oprichters van kunstenaarsvereniging 'Mir Iskusstva'. Haar vader was beeldhouwer en haar broer Leon werd ook een bekend architect. De acteur Peter Ustinov stamde uit dezelfde familie.
Lansere bezocht een aantal privéopleidingen en studeerde aan de Keizerlijke Kunstacademie te Sint-Petersburg, met als leraren Ilja Repin en Osip Braz. Ze maakte in 1902-1903 een studiereis naar Italië en bezocht in 1905-1906 de Académie de la Grande Chaumière te Parijs. In 1905 huwde ze haar neef, de ingenieur Boris Serebrjakov, met wie ze vier kinderen kreeg: Jevgeni, Tatjana, Alexander en Katharina.
Serebrjakova trok als kunstschilderes voor het eerst de aandacht in 1910, toen ze haar zelfportret Aan de toilettafel tentoonstelde tijdens een expositie van Mir Iskusstva. Het werk werd aangekocht door de Tretjakovgalerij. Een jaar later trad ze ook toe tot de kunstenaarsvereniging, hoewel ze er qua stijl altijd een buitenbeentje zou blijven en weinig op had met het symbolisme. Haar werk werd sterk beïnvloed door het impressionisme, met veel aandacht voor kleurcompositie, vaak met invloeden vanuit de Russische volkskunst. Soms heeft haar werk monumentale trekken die vooruit lijken te lopen op het socialistisch realisme. Ze maakte veel zelfportretten, maar ook landschappen, stillevens en genrewerken, vaak taferelen uit het dagelijkse leven op het platteland, met eenvoudige Russische boeren. In 1916 decoreerde ze delen van het Station Moskva Kazanskaja.

#### Na de revolutie, emigratie
Na de Russische Revolutie in 1917 veranderde het leven van Serebrjakova radicaal. Haar man werd als contrarevolutionair opgepakt door de Bolsjewieken en overleed in 1919 in de gevangenis aan tyfus. Met de zorg voor haar vier kinderen en een zieke moeder had ze grote moeite het hoofd boven water te houden. Van 1920 tot 1924 slaagde ze daar onder andere in door als decorateur te werken voor diverse theaters, onder andere het Mariinskitheater in Sint-Petersburg, waar haar dochter Tatjana als danseres werd aangenomen.
In de herfst 1924 kreeg Serebrjakova een opdracht om een muurschildering in Parijs te maken, maar na de voltooiing ervan kon ze niet terugkeren naar de Sovjet-Unie. Ze wist haar jongste twee kinderen, Alexander en Katharina, in respectievelijk 1926 en 1928 van bij haar moeder in Moskou naar Parijs te halen, maar met de oudste twee kreeg ze dat niet geregeld. Pas tijdens de 'dooi' van Chroesjtsjov mocht ze weer contact opnemen met haar familie en in 1960 kon haar dochter Tatjana haar uiteindelijk bezoeken in Parijs.
Serebrjakova bleef in Parijs veel schilderen en reisde onder andere in 1928 en 1930 naar Marokko, waar ze veel  vrouwen portretteerde in etnische kleding. Ook maakte ze naam met haar vele sensuele naakten. In 1947 naam ze het Frans staatsburgerschap aan. Ze overleed in 1967, 82 jaar oud, en werd begraven op het Russisch kerkhof Sainte-Geneviève-des-Bois. Vanaf de jaren zestig was haar werk ook weer in de Sovjet-Unie te zien. Haar werk vindt nog steeds grote weerklank in het huidige Rusland en is er in tal van grote musea vertegenwoordigd.

## Galerij

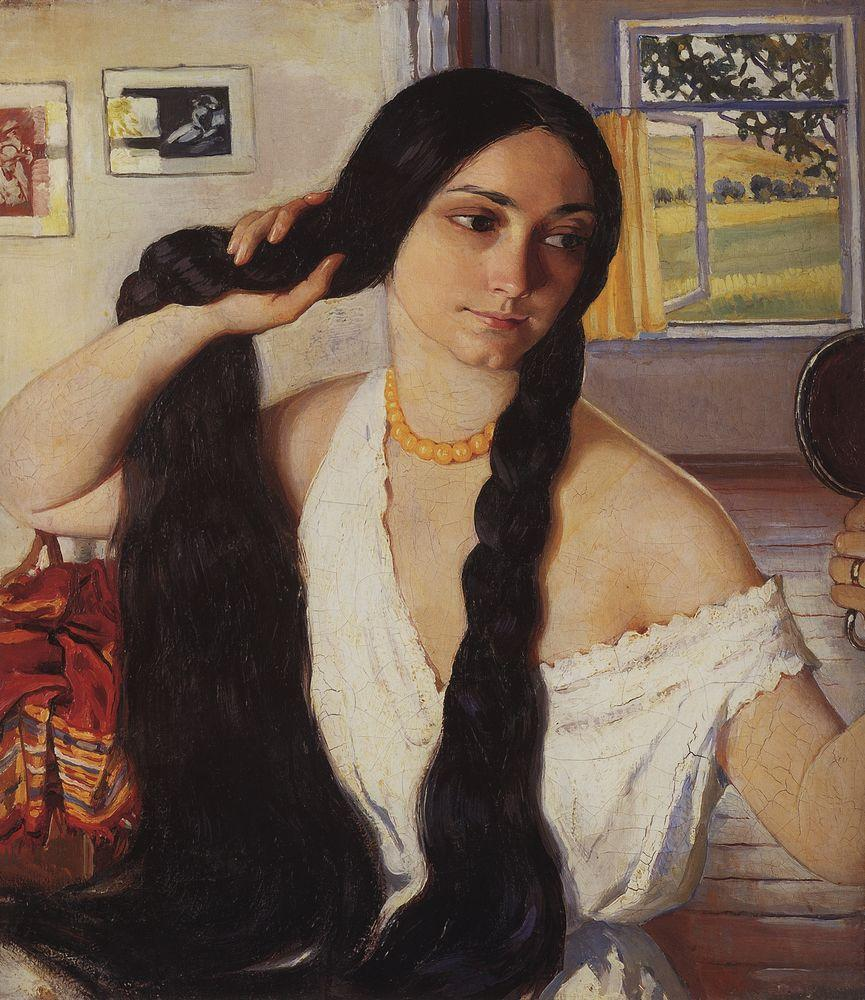
Portret van Olga Konstantinova Lansere
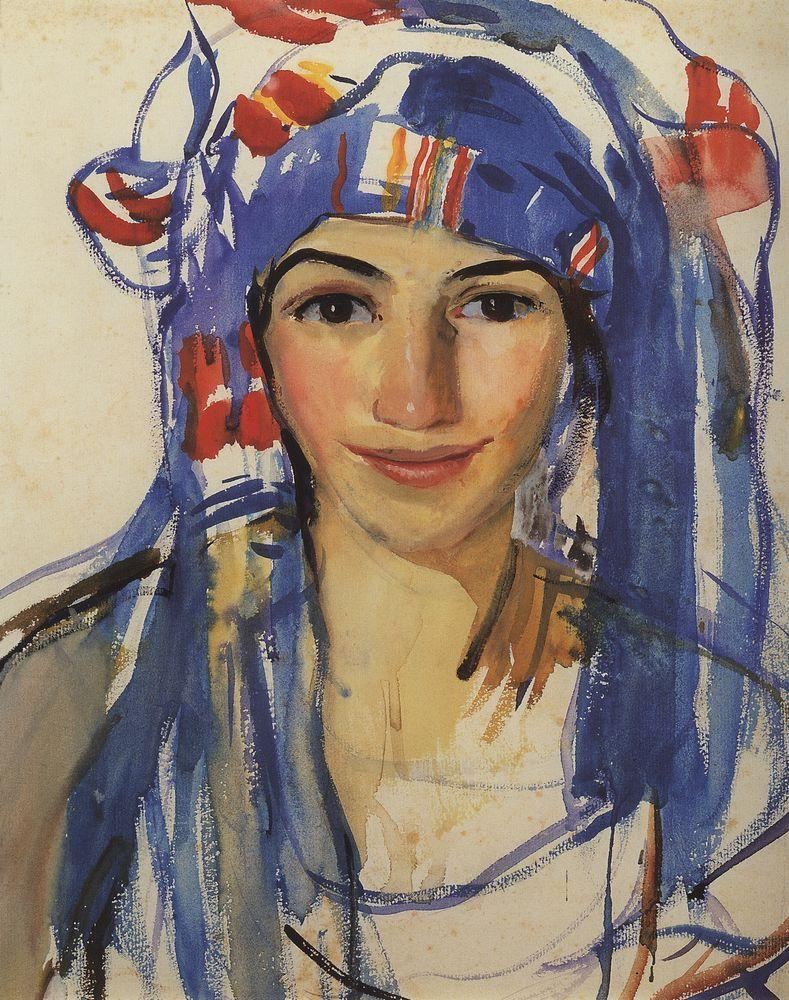
Zelfportret met sjaal
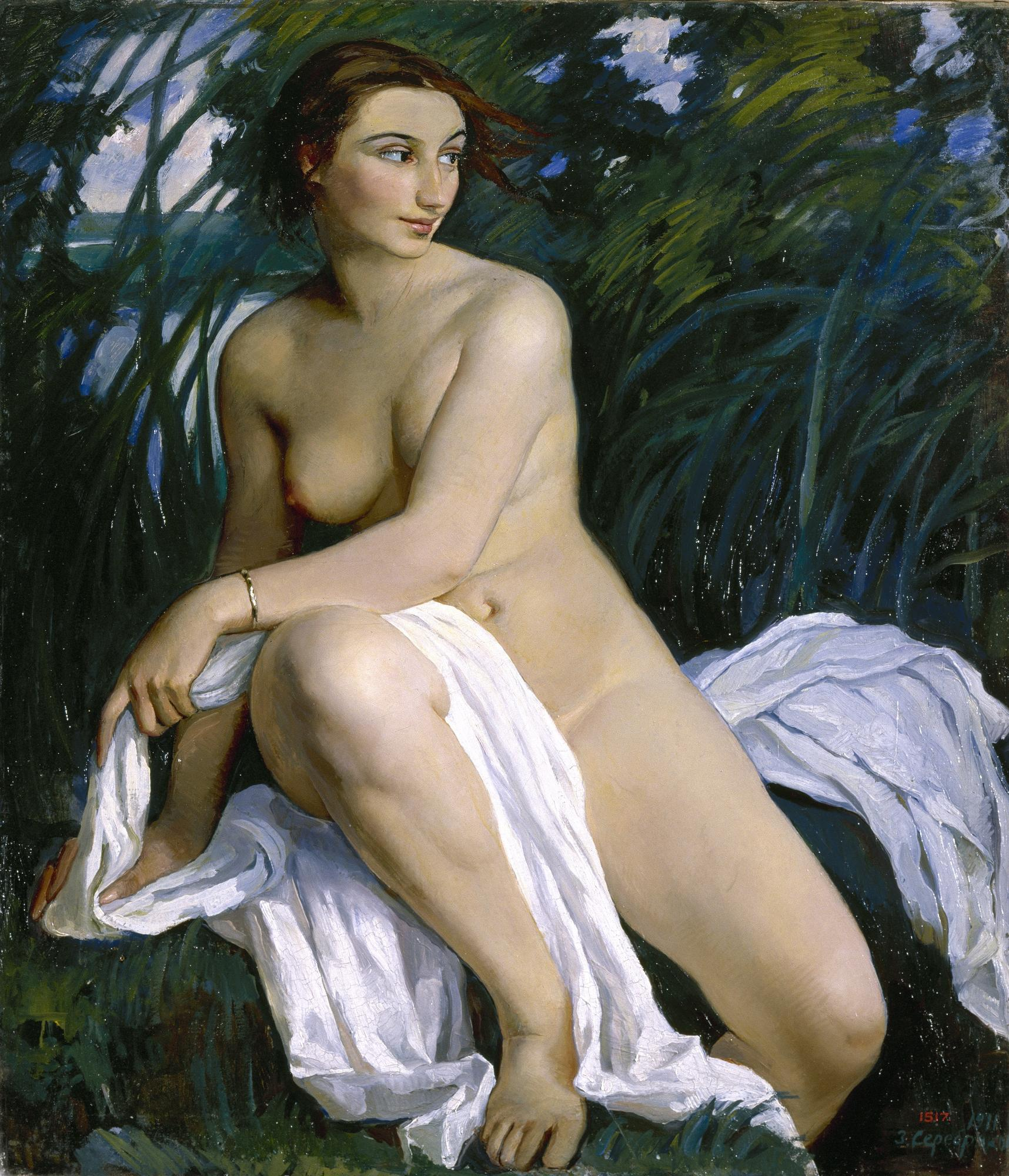
Baadster
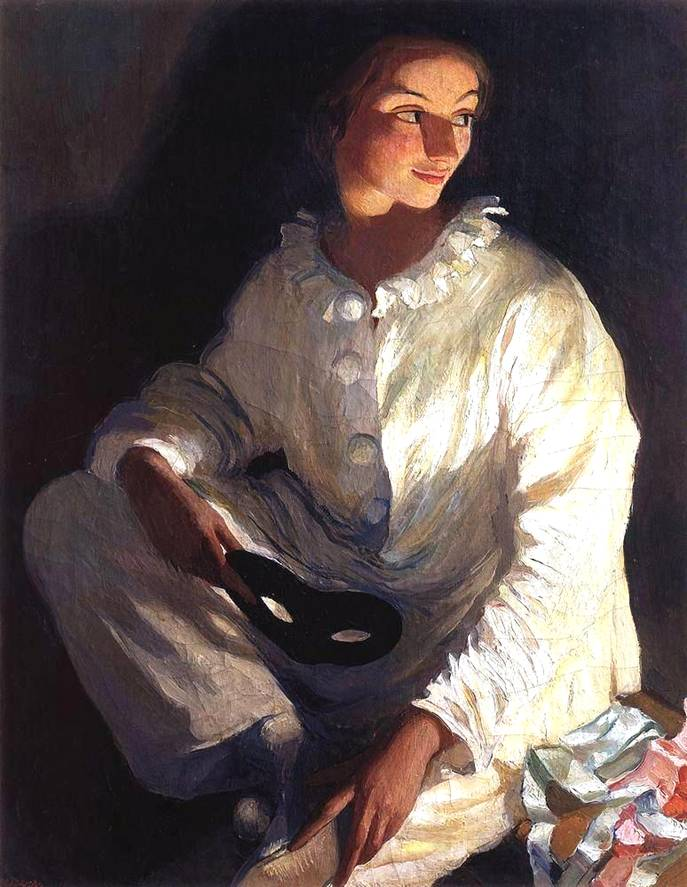
Zelfportret als Pierrot
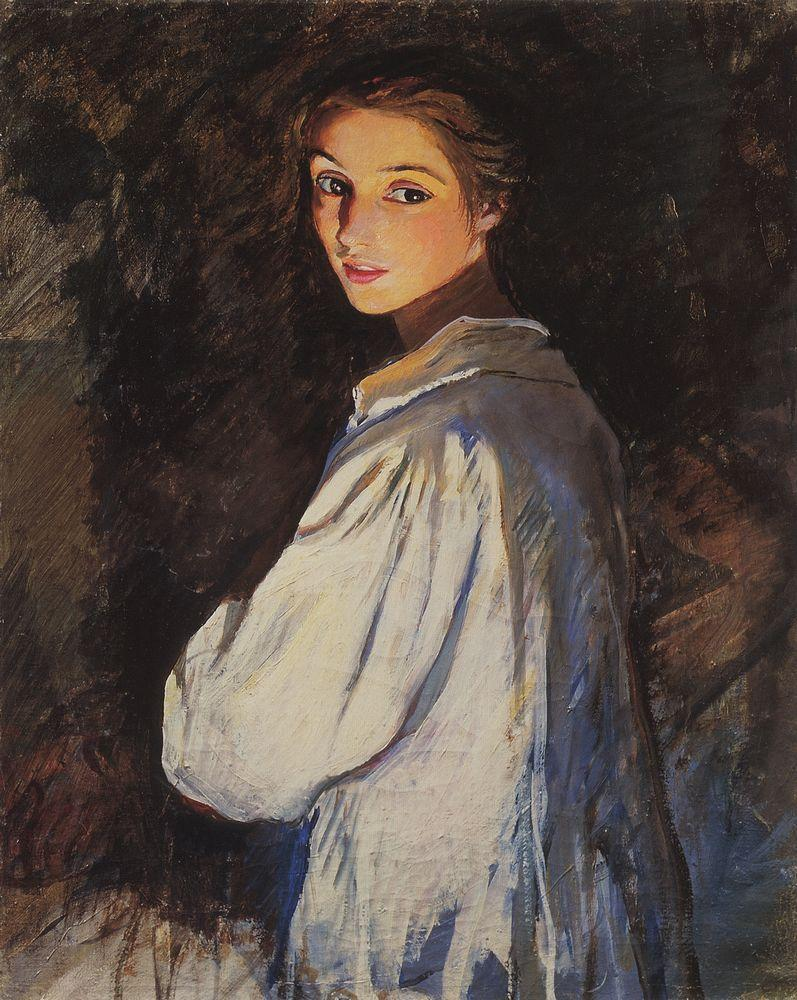
Zelfportret met kandelaar
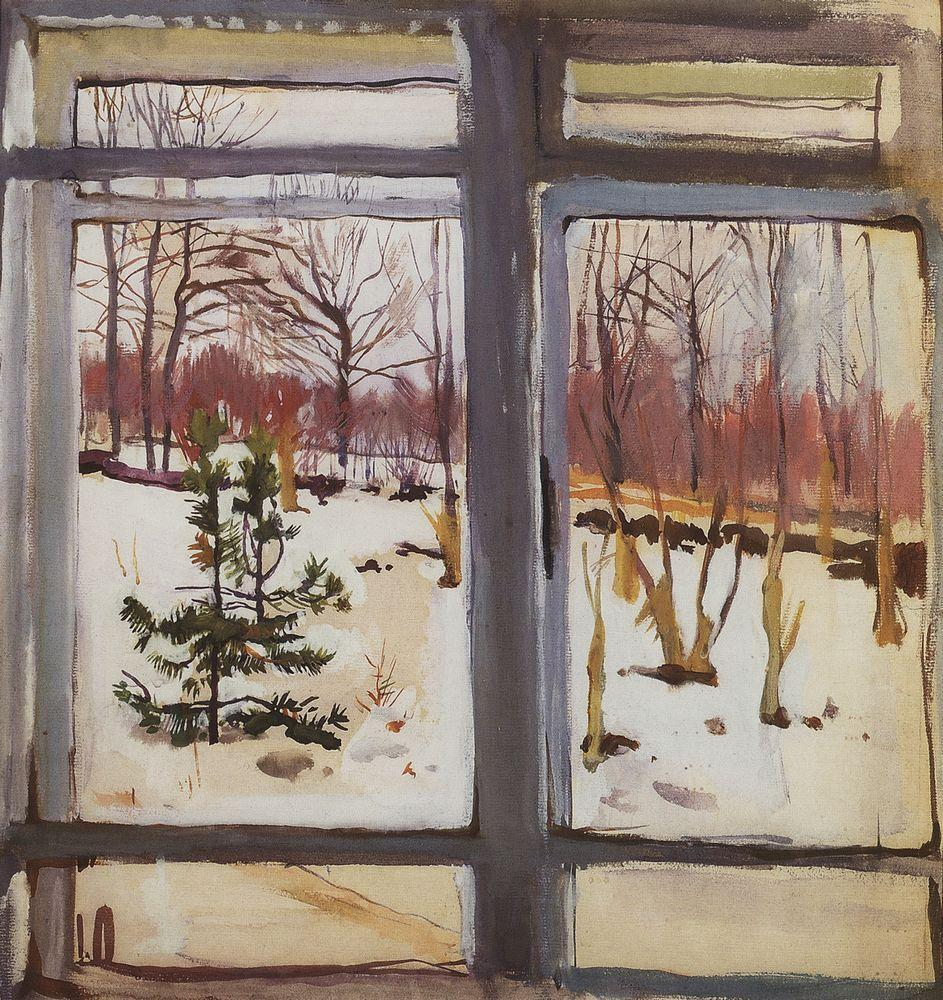
Raam
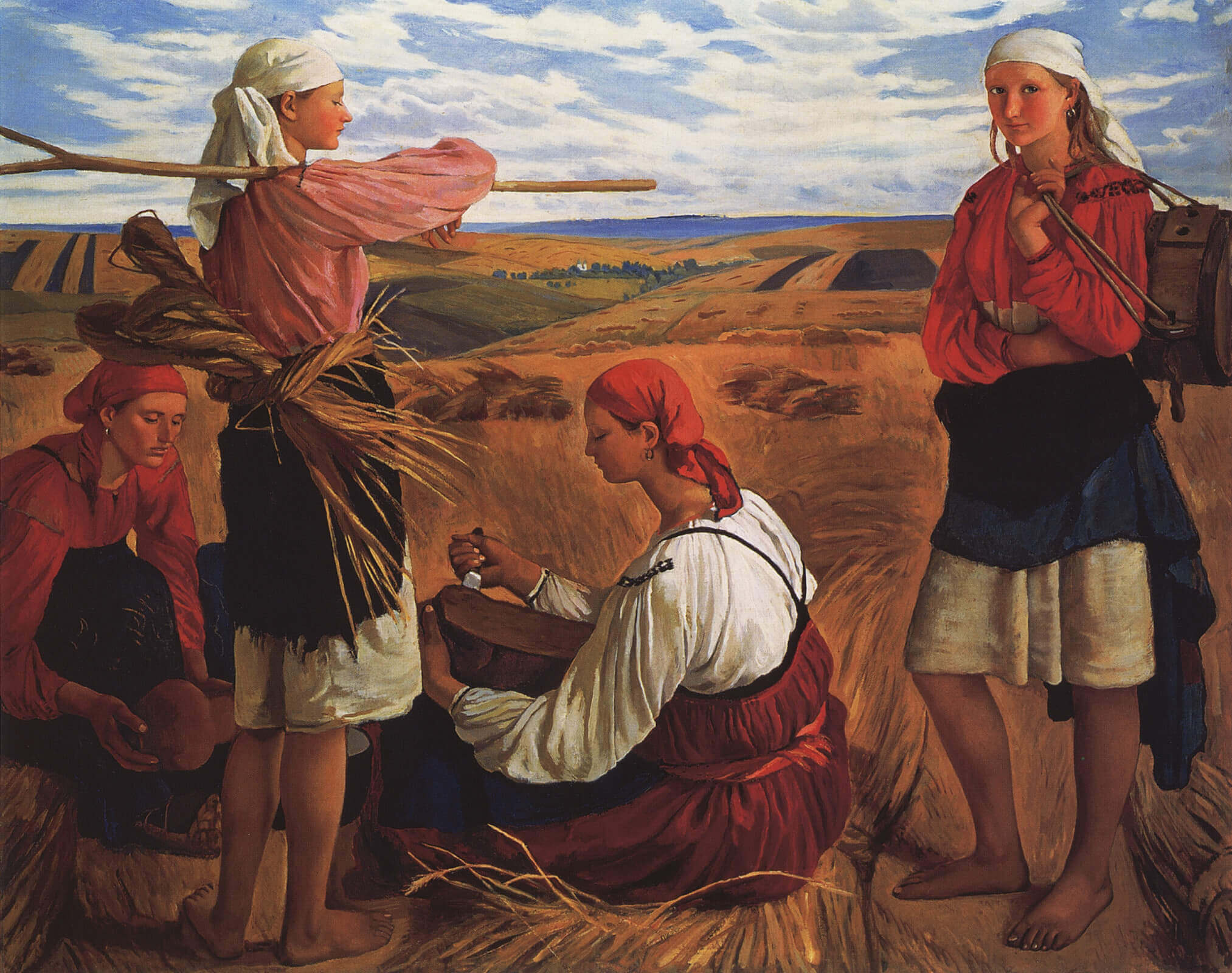
Oogst
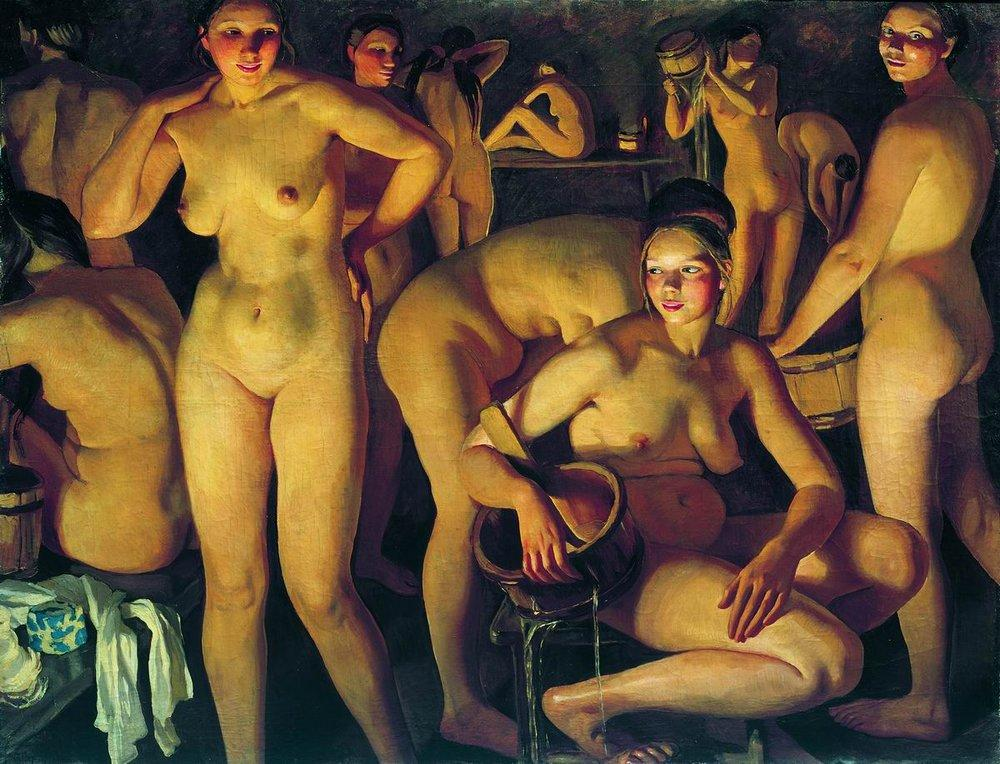
Baadsters
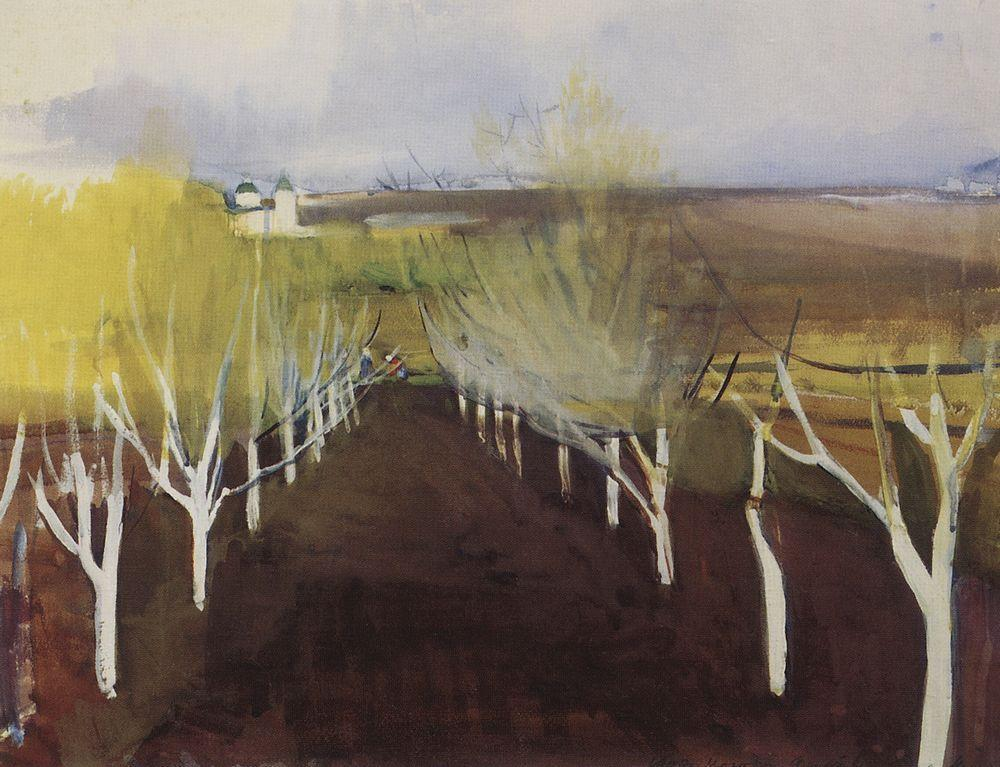
Boomgaard
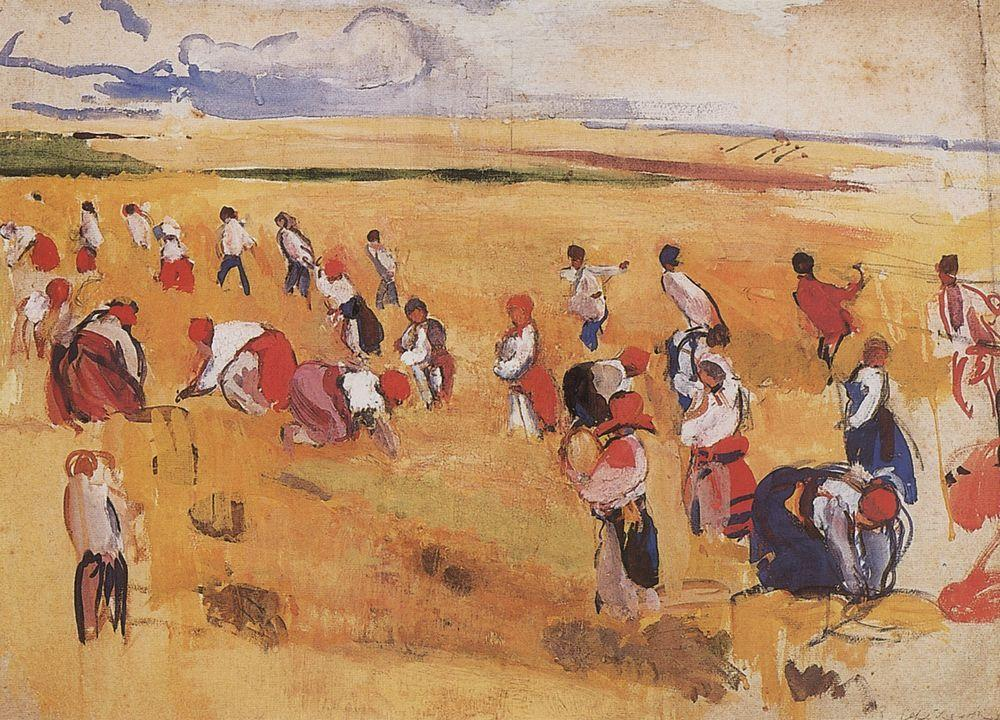
Oogst